# Institute for Fiscal Studies
L'Institute for Fiscal Studies (IFS) est un institut de recherche situé à Londres spécialisé dans l'évaluation des politiques publiques et l'analyse de la fiscalité.
L'Institut a pour objectif de faire progresser l'éducation au profit du public en favorisant, sur une base non politique, l'étude des effets économiques des taxes. 
L'Institut a été fondé en réponse à l'adoption de la loi du  Finance Act 1965 par quatre professionnels de la finance: un banquier, puis un politicien du Parti conservateur (Will Hopper), un gestionnaire de fonds d'investissement (Bob Buist), un courtier en valeurs mobilières (Nils Taube) et un impôt consultant (John Chown).
Les domaines de recherche de l'Institut comprennent les finances et les dépenses publiques, les pensions et l'épargne, la fiscalité des entreprises, le comportement des consommateurs et la pauvreté et les inégalités. Bien que la plupart des recherches de l'Institut soient axées sur le Royaume-Uni, des travaux récents ont également porté sur les politiques de développement international, par exemple sur les programmes d'éducation et de nutrition en Colombie et d'autres pays.

## Membres notables
Les directeurs de l'institut ont été:
- Dick Taverne (1970–1979)
- John Kay (en) (1979–1986)
- Bill Robinson (1986–1991)
- Andrew Dilnot (en) (1991–2002)
- Robert Chote (2002–2010)
- Paul Johnson (en) (2011 to date)

Actuellement l'institut comporte 77 membres permanents et plusieurs chercheurs invités dont l'économiste française Cecilia Garcia-Peñalosa.